# Список сезонов АБА
Американская баскетбольная ассоциация (АБА) учреждена в 1967 году Деннисом Мерфи, бывшим мэром города Буэна-Парк (штат Калифорния), и Гэри Дэвидсоном, адвокатом из округа Ориндж (штат Калифорния). Новая лига была создана для того, чтобы она могла соперничать с НБА с прицелом на их слияние через некоторое время, вступить в которую в то время в связи с жёсткими правилами могли далеко не все клубы, в первую очередь по причине того, что тогда прибыли команд были далеки от нынешних, и не все из них могли заплатить вступительный взнос, составлявший 1,5 миллиона долларов. Первым комиссаром новой лиги стал известный в прошлом игрок «Миннеаполис Лейкерс» Джордж Микан, кроме того клубам АБА удалось выиграть у НБА борьбу за нескольких высококлассных игроков и переманить многих судей.
Каждая команда в регулярном сезоне проводила определённое количество матчей (от 78-ми в первых двух до 84-х в последних семи) вне зависимости от количества участвующих в первенстве команд, которое иногда изменялось (от 9 и до 11). По окончании регулярного чемпионата по четыре лучшие команды из каждого дивизиона выходили в плей-офф. Победители дивизионов выходили в финал АБА, чтобы определить чемпиона. Победитель Восточного дивизиона 3 раза становился чемпионом АБА, а Западного дивизиона — 1, кроме того последний турнир проходил в одном дивизионе. 4 раза команда, которая имела лучшую статистику побед и поражений в регулярном сезоне, становилась чемпионом АБА, в 1-м случае такие команды проигрывали в финале АБА, и ещё в 3-х случаях они проигрывали в финале дивизионов.
В 1975 году прозвенел первый неприятный звонок, когда три команды, одна из которых становилась чемпионом АБА, снялись с соревнований по ходу чемпионата, а в следующем году ассоциация из-за отсутствия контракта с национальным телевидением и затяжные финансовые потери более не смогла независимо существовать и прекратила свою деятельность по причине банкротства. С сезона 1976/1977 годов 4 клуба, ранее игравших в АБА, «Денвер Наггетс», «Нью-Йорк Нетс», «Сан-Антонио Спёрс» и «Индиана Пэйсерс», стали выступать в НБА, а два других, «Кентукки Колонелс» и «Спиритс оф Сент-Луис», были выставлены на драфт распределения АБА.

## Список
| Год[a]           | Лучшая команда    | Статистика       | Год[b]   | Чемпион Востока   | Чемпион Запада      | Год[c] | Чемпион           | Число клубов[d] | Число игр[e] | Комментарии[f] | Ссылки        |
| Регулярный сезон | Регулярный сезон  | Регулярный сезон | Плей-офф | Плей-офф          | Плей-офф            | Финал  | Финал             | Число клубов[d] | Число игр[e] | Комментарии[f] | Ссылки        |
| ---------------- | ----------------- | ---------------- | -------- | ----------------- | ------------------- | ------ | ----------------- | --------------- | ------------ | --- | ------------- |
| 1967/68          | Питтсбург Пайперс | 54–24 (69,2)     | 1968     | Питтсбург Пайперс | Нью-Орлеан Баканирс | 1968   | Питтсбург Пайперс | 11              | 78           | Стартовал первый сезон с 11 командами.                                                                                       | [ 1 ] [ 2 ]   |
| 1968/69          | Окленд Окс        | 60–18 (76,9)     | 1969     | Индиана Пэйсерс   | Окленд Окс          | 1969   | Окленд Окс        | 11              | 78           | 2 команды сменили место дислокации, кроме того 2 клуба поменяли своё название.                                               | [ 3 ] [ 4 ]   |
| 1969/70          | Индиана Пэйсерс   | 59–25 (70,2)     | 1970     | Индиана Пэйсерс   | Лос-Анджелес Старз  | 1970   | Индиана Пэйсерс   | 11              | 84           | 3 команды сменили место дислокации, одна из которых вернулась в родные пенаты.                                               | [ 5 ] [ 6 ]   |
| 1970/71          | Индиана Пэйсерс   | 58–26 (69,0)     | 1971     | Кентукки Колонелс | Юта Старз           | 1971   | Юта Старз         | 11              | 84           | 3 команды сменили место дислокации, кроме того 3 клуба поменяли своё название.                                               | [ 7 ] [ 8 ]   |
| 1971/72          | Кентукки Колонелс | 68-16 (81,0)     | 1972     | Нью-Йорк Нетс     | Индиана Пэйсерс     | 1972   | Индиана Пэйсерс   | 11              | 84           | 1 команда сменила место дислокации, вернувшись в свои родные пенаты.                                                         | [ 9 ] [ 10 ]  |
| 1972/73          | Каролина Кугэрз   | 57-27 (67,9)     | 1973     | Кентукки Колонелс | Индиана Пэйсерс     | 1973   | Индиана Пэйсерс   | 10              | 84           | Присоединился один новый клуб, две команды были расформированы, а ещё одна сменила своё название.                            | [ 11 ] [ 12 ] |
| 1973/74          | Нью-Йорк Нетс     | 55-29 (65,5)     | 1974     | Юта Старз         | Нью-Йорк Нетс       | 1974   | Нью-Йорк Нетс     | 10              | 84           | 1 команда сменила место дислокации, вернувшись в свои родные пенаты.                                                         | [ 13 ] [ 14 ] |
| 1974/75          | Денвер Наггетс    | 65-19 (77,4)     | 1975     | Кентукки Колонелс | Индиана Пэйсерс     | 1975   | Кентукки Колонелс | 10              | 84           | Одна команда сменила место дислокации, кроме того ещё два клуба сменили своё название.                                       | [ 15 ] [ 16 ] |
| 1975/76          | Денвер Наггетс    | 60-24 (71,4)     | 1976     | —[g]              | —[g]                | 1976   | Нью-Йорк Нетс     | 9               | 84           | Одна команда была расформирована в межсезонье, два других клуба — по ходу чемпионата, и ещё одна — в самом конце первенства. | [ 17 ] [ 18 ] |

## Комментарии
- a  Каждый год связан со статьёй о сезоне АБА.
- b  Каждый год связан со статьёй о плей-офф АБА в этом году.
- c  Каждый год связан со статьёй о финале АБА в этом году.
- d  Число команд, которые приняли участие в данном сезоне, включая команды, которые ликвидировались в течение сезона.
- e  Число игр, сыгранных каждой командой в регулярном сезоне.
- f  Изменения в количестве команд происходили до начала сезона.
- g  В этом сезоне не было чемпионов Восточного и Западного дивизионов, так как чемпионат проходил в одном единственном дивизионе.